# Wencheng (prinses)
Wencheng (Chin:  Mun-chang Kong-co) was een van de buitenlandse prinsessen en de eerste Chinese die met een van de leden van de koninklijke familie van het Tibetaanse rijk huwde.

## Historische achtergrond
In het gebied van Kokonor had zich in de derde eeuw een Turkstalig nomadenvolk, de Azha gevestigd. Vanaf het begin van de zevende eeuw was het in feite een bufferstaat tussen het gebied van de Tang-dynastie en het Tibetaanse rijk. Omstreeks 634 zond de Tang-dynastie een leger naar het gebied dat de Azha versloeg. Dit bracht de Tang-dynastie in conflict met het Tibetaanse rijk. De Tibetaanse koning Songtsen Gampo (605-650) wilde een militaire confrontatie vermijden en trachtte het conflict met diplomatieke middelen te neutraliseren. Een daarvan was zijn voorstel aan de Chinese keizer Taizong een Chinese prinses uit de keizerlijke familie te laten huwen met een lid van de koninklijke Tibetaanse familie. Dat voorstel werd verworpen.
Hierop viel Songtsen Gampo in 638 het gebied binnen, versloeg de Azha en begon invallen op Chinees grondgebied te organiseren. Het grootste deel van Amdo werd op deze wijze onderdeel van het Tibetaanse rijk. 
Dit had tot resultaat dat voor het Chinese hof het beschikbaar stellen van een prinses nu wel bespreekbaar werd.

## In de klassieke Tibetaanse geschiedschrijving
Songtsen Gampo zond in 640 zijn minister Gar, het belangrijkste lid van de Gar-clan, naar Chang'an om de onderhandelingen te voeren. In de Tibetaanse literatuur wordt uitgebreid verhaald over de vele tests die Gar zou moeten hebben afgelegd om Taizong tevreden te stellen. Een daarvan was dat Gar een draad door een zeer onregelmatig doorboorde parel diende te krijgen. Net als Daedalus vond Gar de oplossing om de draad eerst aan de poten van een insect te binden en die te dwingen naar het andere uiteinde te kruipen. Gar had daarnaast 5000 ounce goud voor de keizer bij zich.
De klassieke Tibetaanse geschiedschrijving vermeldt dat Wencheng een van de vrouwen van Songtsen Gampo zou zijn. De oudste van die teksten is het Pilaar-Testament.  Een tweede daarop gebaseerde tekst is die van de zogenaamde ´´ historische sectie ´´ van de Mani kabum. In de teksten trouwt de koning met zowel Wencheng als de Nepalese prinses Bhrikuti Devi. Beiden zijn al boeddhisten en brengen - als deel van hun bruidsschat - afbeeldingen mee van Gautama Boeddha die een plaats krijgen in speciaal daarvoor gebouwde tempels. Met name Wengcheng zou op deze wijze het boeddhisme in Tibet geïntroduceerd hebben.
Volgens de klassieke Tibetaanse geschiedschrijving is zowel de tekst van het Pilaar-Testament als de  Mani kabum door Songtsen Gampo zelf geschreven. De tekst zou vervolgens zijn verborgen om eeuwen later als terma weer ontdekt te worden. Historisch onderzoek heeft echter uitgewezen dat de tekst van het Pilaar-Testament  geschreven is aan het eind van de elfde eeuw en de Mani kabum dateert van de twaalfde eeuw  met nog enkele belangrijke aanvullingen uit de 14e eeuw.

## Tibetologisch onderzoek

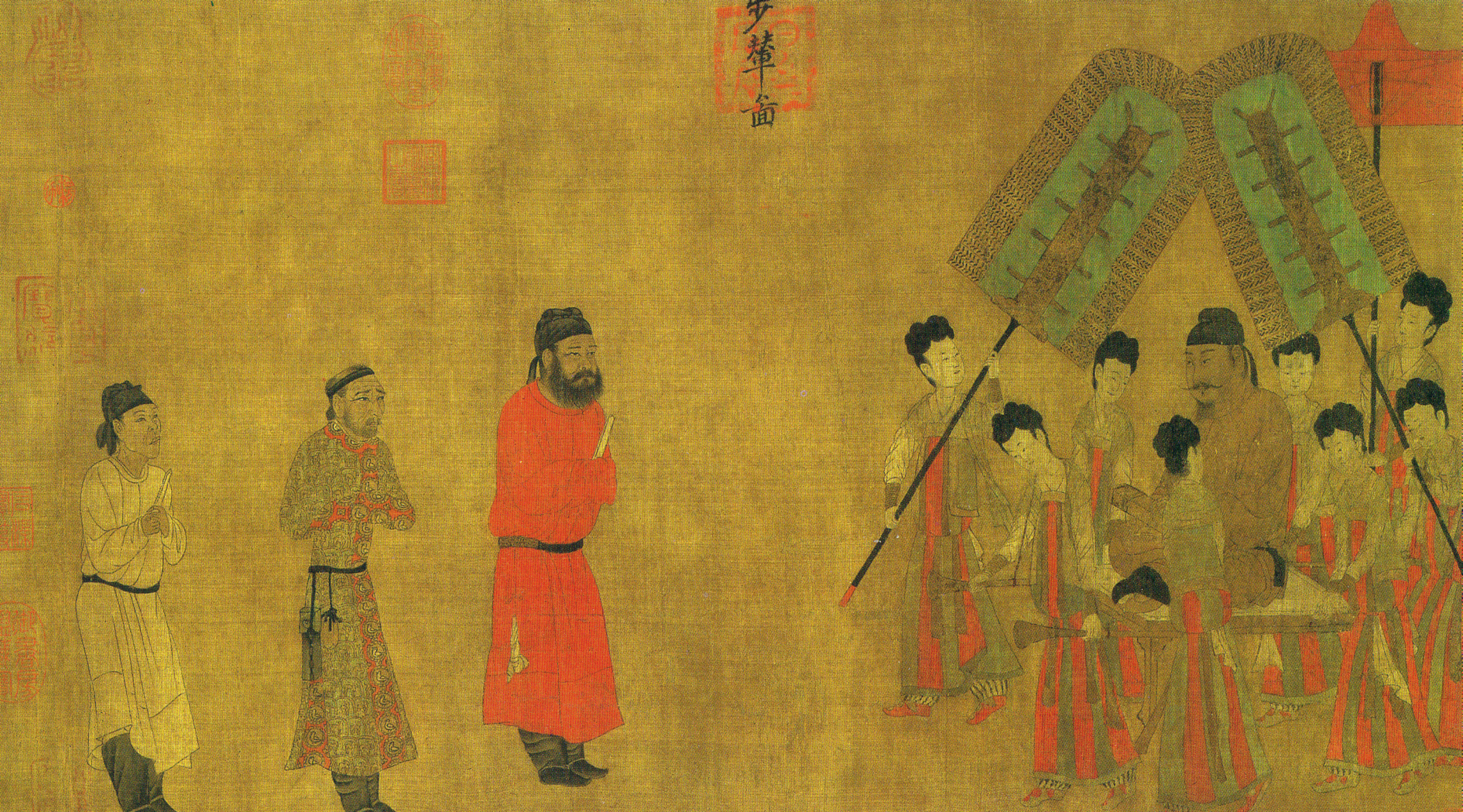
De keizer Taizong ontvangt de Tibetaanse delegatie onder leiding van Gar

Tibetologisch onderzoek van de laatste decennia heeft aangetoond, dat Wencheng een van de vrouwen van de kroonprins, Gungri Gungtsen werd. Na de dood van de kroonprins in 647 nam Songtsen Gampo Wencheng als een van zijn vele vrouwen. In de Tibetaanse annalen wordt voor het jaar 649/650 het overlijden van Songtsen Gampo gemeld met onder meer de mededeling dat hij  de laatste drie jaar met Wencheng had gecohabiteerd.
Wencheng kan volgens de Tibetaanse gebruiken nooit de moeder van een troonopvolger zijn geweest. Gedurende de periode van het Tibetaanse rijk bestond het gebruik, dat een aantal van de belangrijkste clans steeds in een rotatiesysteem een vrouw konden leveren aan de koning, die bestemd was een troonopvolger te baren. Buitenlandse vrouwen waren daarvan volstrekt uitgesloten.
Het beeld dat Wencheng uit China mee gebracht zou hebben, de Jowo Shakyamuni, nu het meest vereerde object in het Tibetaans boeddhisme en aanwezig in de Jokhangtempel, wordt voor het eerst in de elfde eeuw in de Tibetaanse literatuur genoemd. Zowel de Tibetaanse annalen als de Oude Tibetaanse kroniek maakt geen enkele melding van boeddhisme in Tibet tijdens de regering van Songtsen Gampo. Veel van de daden die in de klassieke geschiedschrijving aan Wencheng zijn gerelateerd, zoals bijvoorbeeld het bouwen van tempels, moeten feitelijk gesitueerd worden in de periode van een tweede Chinese prinses in Tibet, Jincheng, in de achtste eeuw.
Wencheng zou Songtsen Gampo ongeveer twintig jaar overleven en omstreeks 670 overlijden. Onderzoek geeft reden om aan te nemen dat haar persoonlijke invloed in Tibet uiterst gering was.
Het historisch-politieke belang van het huwelijk was dat het een periode van ongeveer twee decennia vrede tussen de Tang-dynastie en het Tibetaanse rijk bracht. De Tibetaans-Chinese betrekkingen als gevolg hiervan brachten ook een vorm van culturele uitwisseling tot stand. Jonge Tibetaanse aristocraten gingen naar Chang'an om daar te studeren en vast staat dat in de decennia na het huwelijk Chinese ambachtslieden in Tibet onderwezen hoe bijvoorbeeld papier en inkt moesten worden gemaakt.